# Kontrolovaná konzumace alkoholu
Kontrolovaná konzumace alkoholu (někdy též Kontrolované užívání) je jedním z nejmodernějších přístupů k léčbě závislostí. Tato metoda vznikla v 70. letech minulého století v Americe, za její ideové tvůrce jsou považování psychologové Linda C. Sobell a Mark.B. Sobell.
V 80. letech vyvolala tato nová metoda v Americe značnou kontroverzi, proti manželům Sobellovým vystupovali zejména zástupci křesťanského hnutí Anonymní alkoholici.
Většina kontroverze a odporu vůči non-abstinentní léčbě však vznikla zejména nepochopením a dezinterpretací jejích hlavních myšlenek. Kontrolovaná konzumace není konkurencí či náhradou klasické abstinenční léčby, je jejím rozšířením a doplněním. Léčbu metodou Kontrolované konzumace alkoholu rovněž nelze zaměňovat s prostým svépomocným snižováním dávek, které je většinou předem odsouzeno k nezdaru.
Jedná se o intenzivní psychoterapeutický program, který je založen na principech kognitivně-behaviorální terapie a který psychologickými prostředky posiluje především schopnost sebekontroly závislého.
Od počátku tohoto století se však terapie Kontrolované konzumace etablovala ve většině zemí západní Evropy, Ameriky a Austrálie a tvoří nedílnou součást nabídky psychosociálních služeb pro osoby ohrožené závislostí. Je úspěšným nástrojem sekundární prevence a léčby především lehčích a středních forem závislosti. 
V Evropě se za rozšíření tohoto přístupu zasloužil především německý psycholog a adiktolog Joachim Körkel.
Od roku 2013 je terapie Kontrolované konzumace (někdy též Kontrolované užívání) zahrnuta do Národního akčního plánu pro boj se závislostí. Od roku 2015 je tato nová metoda rovněž v Doporučených postupech psychiatrické péče IV.